# Coistão (distrito de Badaquexão)
Coistão (em persa: شهرستان کوهستان; romaniz.: Šahrestâne Kuhistân) é um dos 29 distritos da província de Badaquexão, no leste do Afeganistão. Foi criado em 1995 a partir de parte do distrito de Rague e abriga aproximadamente 18 410 residentes.